# 達爾戈戰役
達爾戈戰役（Battle of Dargo，羅馬化：Darginskiy pokhod）是俄羅斯帝國征服車臣與達吉斯坦軍事行動的一部分，也是1817年至1864年間高加索戰爭東部戰場的一場戰鬥。在這場戰鬥中，高加索總督米哈伊爾·沃隆佐夫伯爵率軍深入險地，穿越森林地帶時因輕敵與紀律鬆散而遭到分割包圍，遭受了極為嚴重的損失。

## 背景
在1839年的阿胡爾戈圍城戰中，俄軍付出巨大的代價拿下這座岩石要塞，但高加索抵抗者的領袖伊瑪目沙米勒仍成功脫逃，轉抵高加索山區森林地帶的聚落達爾戈，這座村莊位於阿卡薩伊河一道南北向的山谷中，為密林與山岳所包圍。
俄軍在1842年曾發起一次以達爾戈為目標的行動，由帕夫洛·馮·格拉貝騎兵上將指揮，但這次行動以失敗告終，密林中狹窄的小徑使大軍難以行動，車臣民兵在蘇埃布·毛拉指揮下奮力抵抗，使俄軍付出了四千官兵傷亡及大量輜重損失的代價，最終無功而返。
沃隆佐夫伯爵於1844年接替亞歷山大·奈德哈特步兵上將出任高加索總督兼高加索駐軍總司令，他按照沙皇尼古拉一世的指示，重新規劃針對沙米勒的軍事行動，目標是摧毀反抗者的主力部隊、佔領並鞏固其根據地。然而沃隆佐夫並不了解當地的情勢，第一線的俄軍指揮官們也反對冒進；鑑於1842年伊奇克里亞戰役的經驗，沃隆佐夫決定由南面迂迴進攻達爾戈，避開先前格拉貝兵敗的路線。
沙米勒一邊自認無法與規模龐大的俄軍正面交鋒，依然採取游擊戰術，期望利用複雜的地形遲滯俄軍行動，消耗對方的補給，再將對方分割、包圍、摧毀。

## 準備

### 俄方
俄軍主要由北高加索駐軍、高加索防線軍團哥薩克以及在地民兵組成，另外還有少數喬治亞人。依據沙皇的指示與沃隆佐夫的編組，俄軍將分為四支縱隊進軍：
- 車臣縱隊由亞歷山大·馮·呂德斯（俄语：Лидерс, Александр Николаевич）步兵上將率領，由阿克塔什河河畔的弗涅札普納亞要塞（俄语：Внезапная）（Vnezapnaya，今恩迪雷（英语：Endirey））出發，兵力包含12個步兵營、13個哥薩克百人隊（英语：Sotnia）、2個工兵連、少數喬治亞士兵和約一千名本地民兵，擁有28門大砲，這支部隊也是進攻的主力。
- 達吉斯坦縱隊由瓦西里·貝布托夫（俄语：Бебутов, Василий Осипович）中將率領，由帖木兒－汗－舒拉附近的葉夫根尼耶夫要塞（俄语：Евгениевское укрепление）出發，兵力包含9個步兵營、3個哥薩克百人隊、2個工兵連與18門大砲，這支部隊將在半途與車臣縱隊會合，負責補給與支援任務。
- 列茲金縱隊由格列戈里·史瓦茨（俄语：Шварц, Григорий Ефимович）中將指揮，負責左翼的牽制。
- 薩繆爾縱隊由莫伊塞·阿爾古京斯基－多爾戈魯基公爵（俄语：Аргутинский-Долгорукий, Моисей Захарович）少將指揮，負責外圍的牽制，與列茲金縱隊都沒有投入作戰。

沃隆佐夫的指揮部與車臣縱隊同行，行動積極的康斯坦丁·別利亞夫斯基少將擔任先鋒，在高加索前線服役25年、經驗老到的法蘭茲·克呂格·馮·克盧格瑙中將指揮本隊，曾參與伊奇克里亞戰役的伊凡·拉賓采夫少將作為後衛；另外尚有謝爾蓋·別佐布拉佐夫少將的騎兵分遣隊擔任機動隊。
然而，沃隆佐夫的指揮部人事異常臃腫，不少貴族都應邀參與了這場「遠征」，他們的僕役、隨從和行李都需要額外的車輛運輸；過於複雜的軍隊構成也增加了指揮的麻煩，這支大軍中有俄羅斯人、波蘭人、立陶宛人、亞美尼亞人、哥薩克、還有來自喬治亞、卡巴爾達以及本地的車臣和達吉斯坦民兵，使得「薛西斯的大軍」這個戲稱不脛而走。不少與沙米勒交過手的指揮官都對這次行動表露了不安，阿爾古京斯基－多爾戈魯基公爵直接向沃隆佐夫說明了車臣游擊戰術的難纏，以及在圍圮之地行軍的風險，拉賓采夫與駐防格洛茲尼的羅伯特·弗萊塔格少將也表達了相同的擔憂。沃隆佐夫雖然充滿信心，但也在行動開始後採取相對保守的策略。

### 車臣方
車臣民兵由蘇埃布·毛拉擔任總指揮，納伊布·伊薩、沙利的塔爾希格作為副手，可能有9位車臣首領率部參與了戰鬥，他們大約提供了4,260位民兵。居住在達吉斯坦邊境的安迪人號稱有6,000民兵，但他們不滿沙米勒的焦土戰術，因而在戰鬥中大多採取守勢，消極避戰，與車臣民兵並肩作戰的安迪民兵估計約1,000人。

## 行動

### 序幕
5月25日，史瓦茨與車臣首領丹尼亞勒貝克的率領的車臣民兵與列茲金民兵接戰，俄軍成功擊退了這波襲擊，確保側翼的安全；阿爾古京斯基－多爾戈魯基也在卡拉科伊蘇河（黑羊河）遭遇車臣民兵，雙方隔河交火長達一週。31日，沃隆佐夫所在的車臣縱隊自弗涅札普納亞要塞出發，於6月3日在阿瓦爾人村莊格特馬和達吉斯坦縱隊會合。
俄軍的下一個目標是海達2,500公尺的哈里布山口（Kharibskiy Pass / Kyrk Pass），這是通往安迪山脊（基斯騰嶺，Kisten Ridge）的重要通道，約有2,000至3,000名車臣民兵在此建立防禦工事。帶領偵察部隊的季奧米德·帕塞克少將於6月5日逐退了守軍，雖然僅有17位官兵在戰鬥中受傷，但高山的寒冷隨後製造了數百名凍傷傷患。

### 安迪山脊
6月13日，俄軍主力向安迪山脊挺進，沿途盡是空無一人的村莊，沙米勒提前撤走了所有居民與資源，將大部人馬聚集到安迪設防，這個山谷也是安迪人的根據地。俄軍於14日對車臣民兵的防禦發動攻擊，後者在些許反擊後便撤退，遁入山中展開游擊戰。佔領山谷後，俄軍本隊在加加特利稍作修整，此地位於達爾戈以南20公里；此時，沃隆佐夫注意到安迪山脊的交通狀況十分惡劣，冬季根本無法越過，即便是夏季也難以行動，他的一萬名官兵已經出現缺乏補給的跡象，不少人無法適應山地氣候與寒冷而傷病，而補給縱列及另外八千名士兵仍在後方，形成一道脆弱的補給線；儘管附近的庫梅克人願意提供支援，但僅是杯水車薪。沃隆佐夫等待了近三週，但抵達的士兵更多，補給的消耗不減反增，徒然加重了進軍的壓力。

### 達爾戈

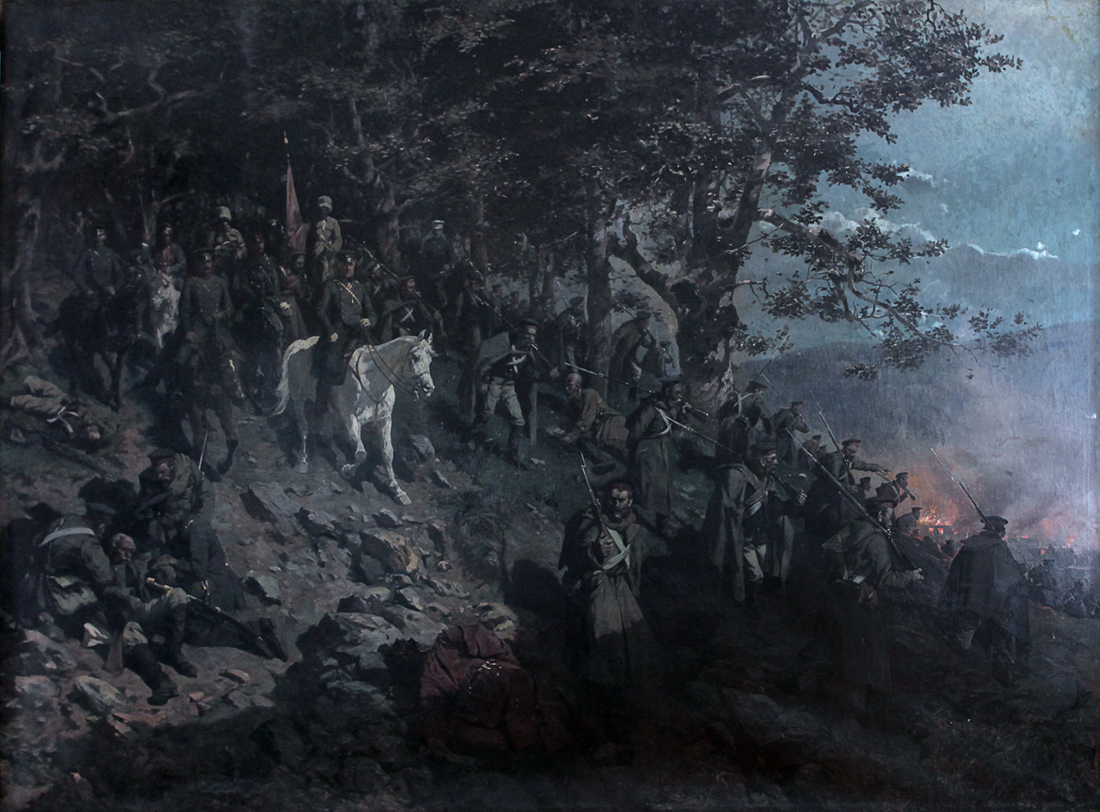
《佔領達爾戈村》，弗朗茲·魯博繪於1887年。

7月6日，沃隆佐夫決定向達爾戈進軍（在行動前一小時，他的愛馬被一名逃兵偷走），除了留下一支部隊防守加加特利與山谷外，率領約8,000名步兵、1,200名騎兵開始行動。俄軍的行軍路線是一條狹窄的下坡路，最窄處僅1.5公尺寬，僅供一人騎馬通過，道路兩側是山谷與懸崖，每隔數百公尺便有伐倒的巨木阻塞通道，並有車臣民兵設伏，勢必得耗費不少時間突破。下午，俄軍先鋒與工兵開始清理障礙，這些分散的小隊成為車臣民兵的絕佳獵物，他們避免與對方近距纏鬥，而是在障礙物後不斷放冷槍，當俄軍逼近時便撤到下一道防禦，如此周而復始。
當別利亞夫斯基的隊伍穿越障礙區，進入達爾戈時已經入夜，這段路程共付出了36位官兵戰死、169人負傷的代價，死者中包含砲兵指揮官鮑里斯·福克（Boris Borisovich Fok）少將，在陣中擔任騎兵中尉的亞歷山大·唐杜科夫－科薩科夫親王也受了傷。
儘管沃隆佐夫佔領了達爾戈，但居民早已人去樓空，車臣民兵依然在周圍的山頭出沒，不時襲擾村莊外圍的俄軍。拉賓采夫率領一支分遣隊朝北面山頭的貝爾加托伊發動攻擊，這座村莊擁有車臣地區最古老的石造清真寺，沃隆佐夫判斷此處便是車臣民兵的總部。次日，拉賓采夫順利佔領了貝爾加托伊，但他立刻發現車臣民兵已經轉移到更北邊另一座山頭上的村落岑塔羅伊，雖然拉賓采夫繼續向前推進，又將車臣人趕出陣地，但依然無法取得決定性的勝利，只能收兵撤回達爾戈。這次行動又損失了30名官兵，187人負傷；沃隆佐夫禁止在營地中舉行葬禮，以免洩露己方的傷亡數字。
由於車臣民兵沒日沒夜的騷擾，加上惡劣的天候與捉襟見肘的補給，俄軍士氣迅速削弱；當聽聞補給車隊正從南面駛來，將穿越那條車臣人嚴密設伏的道路時，沃隆佐夫立刻派遣了接應部隊前去保護珍貴的補給。這支隊伍由克盧格瑙指揮，帕塞克與憲兵少將弗拉基米爾·維克托羅夫也隨軍出陣，這次行動被暱稱為「硬麵包行動」（Sukhar Expendition），這種麵包是俄軍官兵的重要乾糧。

### 「硬麵包」行動
克盧格瑙的隊伍包含6個步兵營、哥薩克與數百位民兵組成，並帶上4門山砲，於7月10日早晨出發。車臣民兵已經再次築起障礙物，不斷猛攻進入森林地帶的俄軍，混亂中落隊的士兵沒有活命的可能，擔任後衛的維克托羅夫在戰鬥中落馬陣亡，3門山砲被奪走。傍晚，擔任先鋒的帕塞克成功與補給縱隊接觸，克盧格瑙的本隊與維克托羅夫後衛的殘部也陸續抵達，他們決定將傷患循原路撤離下山，本隊則帶著補給趕回達爾戈。
11日早晨，克盧格瑙冒著大雨及泥濘折返，這條山徑上除了車臣民兵構築的障礙物外，前日戰死的俄軍官兵遺體與車輛殘骸更增添了前進的困難，車臣民兵還將死去的俄軍士兵屍體掛在樹上作為威嚇。帕塞克為了穩住軍心，親自帶隊攻擊車臣民兵的防禦工事，卻被當場擊斃，反而使得俄軍士氣潰散，車臣人甚至直接衝入俄軍隊伍中搏殺，後隊代理指揮官蘭熱夫斯基（Ranzhevsky）上校陣亡，克盧格瑙本人也差點命喪車臣民兵刀下，他的護衛非死即傷。在達爾戈的沃隆佐夫連忙派出隊伍前去救援，才使克盧格瑙的隊伍免於覆滅，然而他們已失去近乎全部的補給品，3門山砲被奪，五百餘人陣亡，傷者兩倍於此。

### 突圍

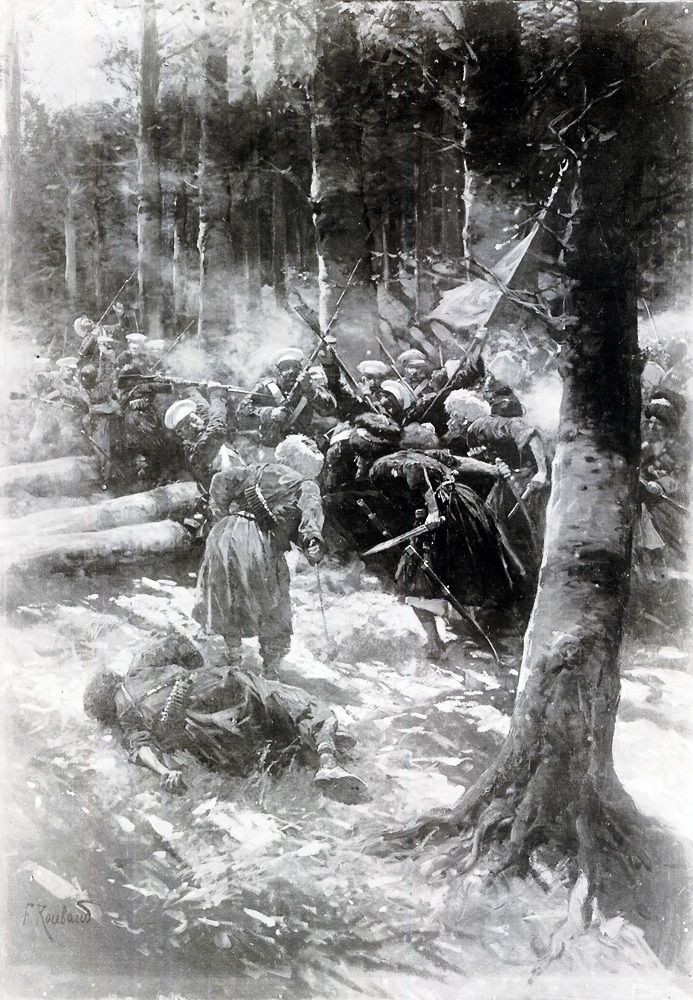
《在高加索戰鬥（達爾戈）》，弗朗茲·魯博繪於1895年。

7月13日，沃隆佐夫伯爵下定決心突圍，由於傷兵過多，只得放棄大量裝備與行李（這倒苦了那些遠從聖彼得堡前來體驗的貴族友人），連同整座村莊一併放火焚毀；但為了避免被車臣人視為戰敗，俄軍將沿著阿卡薩伊河河谷，往北穿越沙米勒控制下的領地，目標是山麓地帶的俄軍據點格爾澤里－阿烏爾。突圍隊伍的前鋒由別利亞夫斯基率領，沃隆佐夫與克盧格瑙居中，拉賓佐夫擔任後衛；11位信差先行出發，向格洛茲尼的弗萊塔格請求支援。
14日，俄軍前鋒在戈爾達利北面的山脊遭遇車臣守軍頑強抗擊，趁著前方激戰的空檔，另一支車臣民兵突襲了精疲力竭的俄軍本隊，沃隆佐夫本人在護衛保護下才逃過一劫。在連日惡戰下，俄軍又失去了近千名官兵，超過兩千人負傷，補給與彈藥幾乎告罄，迫使沃隆佐夫在16日於紹夫哈爾－別爾迪（Shovkhal-Berdy）停步，等待救援抵達，期間車臣民兵仍不斷發動攻擊。車臣主將蘇埃布·毛拉親自率隊突襲一支擔任後衛的俄軍獵兵連，不料卻遭到拚死抵抗，此時俄軍的預備隊與砲兵趕到並展開反擊，反過來擊退了這波攻勢，蘇埃布·毛拉也在這一場戰鬥中殞命，為俄軍在整場戰役中少數的戰果。
經過兩天的艱困防禦，格洛茲尼的救援部隊終於抵達，掩護沃隆佐夫退往格爾澤里－阿烏爾。

## 結局
俄軍官方統計達爾戈戰役的傷亡為947人戰死、2,422人受傷、42人失蹤，死者中包含福克、維克托羅夫、帕塞克三位將官與其他35位軍官；根據當事軍人的回憶與事後研究，俄軍在達爾戈的傷亡可能高達五千人以上，而車臣方面沒有詳細統計。
達爾戈的失敗是俄軍征服高加索的漫長戰爭中最慘痛的一筆，雖然確實佔領並摧毀了了抵抗者的根據地，但消滅對方有生力量與站穩腳跟的目標完全沒有實現。聖彼得堡對這場戰敗雖感到震驚，但仍選擇低調處理，沃隆佐夫留任高加索總督並晉封親王，救援有功的弗萊塔格晉升中將，大多數參戰官兵都獲得褒獎與授勳；沙皇也改變了在千里之外遙控總督的作法，讓邊境的軍政大員擁有更多決策權，改善了俄國政府令人詬病的行政效率，卻也使有野心的總督取得先斬後奏的藉口，如後來為俄國征服突厥斯坦、在英俄大博弈中扮演要角的康斯坦丁·馮·考夫曼，他也以工兵中尉的身分參加了達爾戈戰役並負傷。
由於沃隆佐夫的名望，眾多勳貴參與了這場戰役，連帶使得戰役的影響力遽增，不少參加此戰役的軍人往後亦功成名就，其中包含：
- 黑森－達姆施塔特的亞歷山大親王，沙皇皇后瑪麗亞的兄長，黑森親王亞歷山大槍騎兵團（俄语：Борисоглебский уланский полк）少將團長。
- 亞歷山大·巴里亞京斯基親王，擔任卡巴爾達團的獵兵營營長，1856年至1862年擔任高加索總督，任內終結了高加索伊瑪目國並以此晉升俄國元帥（英语：Field marshal (Russia)）。
- 亞歷山大·加加林（英语：Alexander Gagarin）親王，擔任沃隆佐夫的上尉副官。
- 瓦西里·別布托夫（英语：Vasili Bebutov）親王，中將。
- 亞歷山大·唐杜科夫－科薩科夫親王（俄语：Дондуков-Корсаков, Александр Михайлович），騎兵中尉，後代表俄國監督保加利亞（英语：Provisional Russian Administration in Bulgaria）的獨立建國。
- 康斯坦丁·本肯多夫（俄语：Бенкендорф, Константин Константинович）伯爵，沃隆佐夫伯爵的好友，庫拉獵兵團上校營長。
- 雅科夫·德·巴爾門（俄语：Бальмен, Яков Петрович）伯爵，呂德斯上將的上尉副官，文學家，在從達爾戈撤離的途中戰死。
- 費奧多爾·范·海登（俄语：Гейден, Фёдор Логгинович）伯爵，中尉，後曾出任俄羅斯帝國陸軍總參謀部（俄语：Главный штаб Русской императорской армии）第一任總參謀長、芬蘭大公國總督。
- 亞歷山大·弗蘭格爾（俄语：Врангель, Александр Евстафьевич）男爵，上校。
- 尼古拉·傑里維格（俄语：Дельвиг, Николай Иванович）男爵，上尉，晚年退役後留下了達爾戈戰役的回憶錄。
- 亞歷山大·尼古拉（俄语：Николаи, Александр Павлович）男爵，沃隆佐夫伯爵的幕僚。
- 弗拉基米爾·古爾科（俄语：Гурко, Владимир Иосифович (1795)）中將，高加索軍團參謀長。
- 馬克西姆·格羅堅格利姆（俄语：Гротенгельм, Максим Максимович）少將，在達爾戈戰役中指揮騎兵，戰後留下了相關的記錄。
- 列夫·阿勒布蘭德（俄语：Альбранд, Лев Львович）上校，冒險家，曾被派往波斯成功策動俄國逃兵返國，在達爾戈戰役中失去一臂。
- 雅科夫·巴克拉諾夫（俄语：Бакланов, Яков Петрович）少校，在戰鬥中指揮哥薩克。
- 亞歷山大·馮·呂德斯（俄语：Лидерс, Александр Николаевич）步兵上將，後曾出任波蘭會議王國總督。
- 康斯坦丁·馮·考夫曼中尉，後為俄國征服中亞三汗國，出任第一任突厥斯坦總督。
- 維肯季·科茲洛夫斯基（俄语：Козловский, Викентий Михайлович）中校，卡巴爾達團團長。
- 費奧多爾·拉傑茨基（俄语：Радецкий, Фёдор Фёдорович）中尉，1878年希普卡山口戰役（英语：Battle of Shipka Pass）的俄軍指揮官。
- 瓦西里·科切特科夫（俄语：Кочетков, Василий Николаевич），傳奇士兵，號稱參加了拿破崙戰爭到第十一次俄土戰爭六十餘年間俄國所有戰役，外號「三皇士兵」，服役至1891年106歲才除役，次年去世，但他的事蹟甚至此人是否存在至今存疑。

達爾戈戰役中被繳獲的大量軍火物資更充實了沙米勒的武裝，也將俄國控制高加索的腳步推遲了二十年。

## 附註
1. ↑  HUGHES, JERMIAH. . 1846 （英语）.
2. 1 2 3  John F. Baddeley, The Russian Conquest of the Caucasus, 1908, chapter XXIV
3. ↑  D. Khozhaev: Chechens in the , Russo-Caucasian War. / Nauch. ed. T. Mazaeva. - Grozny - St. Petersburg: "Seda" p. 54
4. ↑  Markov M.I. History of cavalry. Part 4. Section II, III. Chapter 38. — Tver, 1894. —  p. 150.
5. ↑  Schwarzenberg E. On military operations in the Caucasus in 1844-1845. (from the memoirs of an officer) // Dargin tragedy. 1845 - St. Petersburg: Ed. Zvezda magazine, 2001. - p. 513-519.